# فرانك مورهاوس
فرانك مورهاوس (21 ديسمبر 1938 - 26 يونيو 2022)، هو كاتِب وروائي وسيناريست أسترالي. درس في جامعة كوينزلاند.
نُشرت أعماله في المملكة المتحدة وفرنسا والولايات المتحدة وترجمت أيضًا إلى الألمانية والإسبانية والصينية واليابانية والصربية والسويدية.
اشتهر مورهاوس بحصوله على جائزة مايلز فرانكلين الأدبية لعام 2001 عن روايته «القصر المظلم Dark Palace».

## روابط خارجية
- فرانك مورهاوس على موقع IMDb (الإنجليزية)
- فرانك مورهاوس على موقع الموسوعة البريطانية (الإنجليزية)
- فرانك مورهاوس على موقع أول موفي (الإنجليزية)
- فرانك مورهاوس على موقع قاعدة بيانات الفيلم (الإنجليزية)